# Konst där vi bor
Konst där vi bor är[källa behövs] ett svenskt nationellt informationsprojekt med Statens konstråd som huvudman, i samarbete med Boverket, Arbetsmarknadsstyrelsen och Konstnärernas riksorganisation, som alla hade representanter i styrelsen. Projektet startade 1988 för att sammanföra byggherrar, arkitekter och konstnärer och leda till nya spännande och konstnärligt utformade miljöer, exteriört och interiört i flerfamiljshus. Ett öronmärkt bidrag för konstnärskostnader hade under några år funnits att tillgå hos Boverket utan något nämnvärt intresse. Genom projektet Konst Där Vi Bor kom de avsatta medlen att utnyttjas fullt ut. Resultatet av kampanjen kan ses i ett stort antal nyuppförda bostadsområden från tidigt 90-tal och framåt. Exempelvis Södra stations-området i Stockholm och Jarlaberg i Nacka. 
Flera av landets mest kända konstnärer har genom projektet kommit att medverka redan på projekteringsstadiet vid nybyggnation av bostäder. Projektet leddes av konstnären Lars Hofsjö och kulturadministratören Johan Anell och bestod av 23 konstnärer runtom i hela Sverige som arbetade som kontaktskapare mellan målgrupperna. Projektet presenterades i en separatutställning vid Skissernas museum i Lund. KDVB-informatörerna var Åsa Ardin Kedja, Alf Björk, Frans van Bruggen, Margareta Carlstedt, Jan Dejmo, Michael Fare, Göran Furstedt, Lars Hallberg, Acke Hydén, Margareta Krantz, Margrét Kållberg, Åke Lagerborg, Märit Lindberg-Freund, Isabella Malmnäs, Bo Olls, Lotte Pile, Jon Pärson, Anders Rönnlund, Roger Simonsson, Bertil Sundstedt, Calevi Tenhovaara, Elisabeth Theba och Mona Öjemark.